# レナ虐殺事件

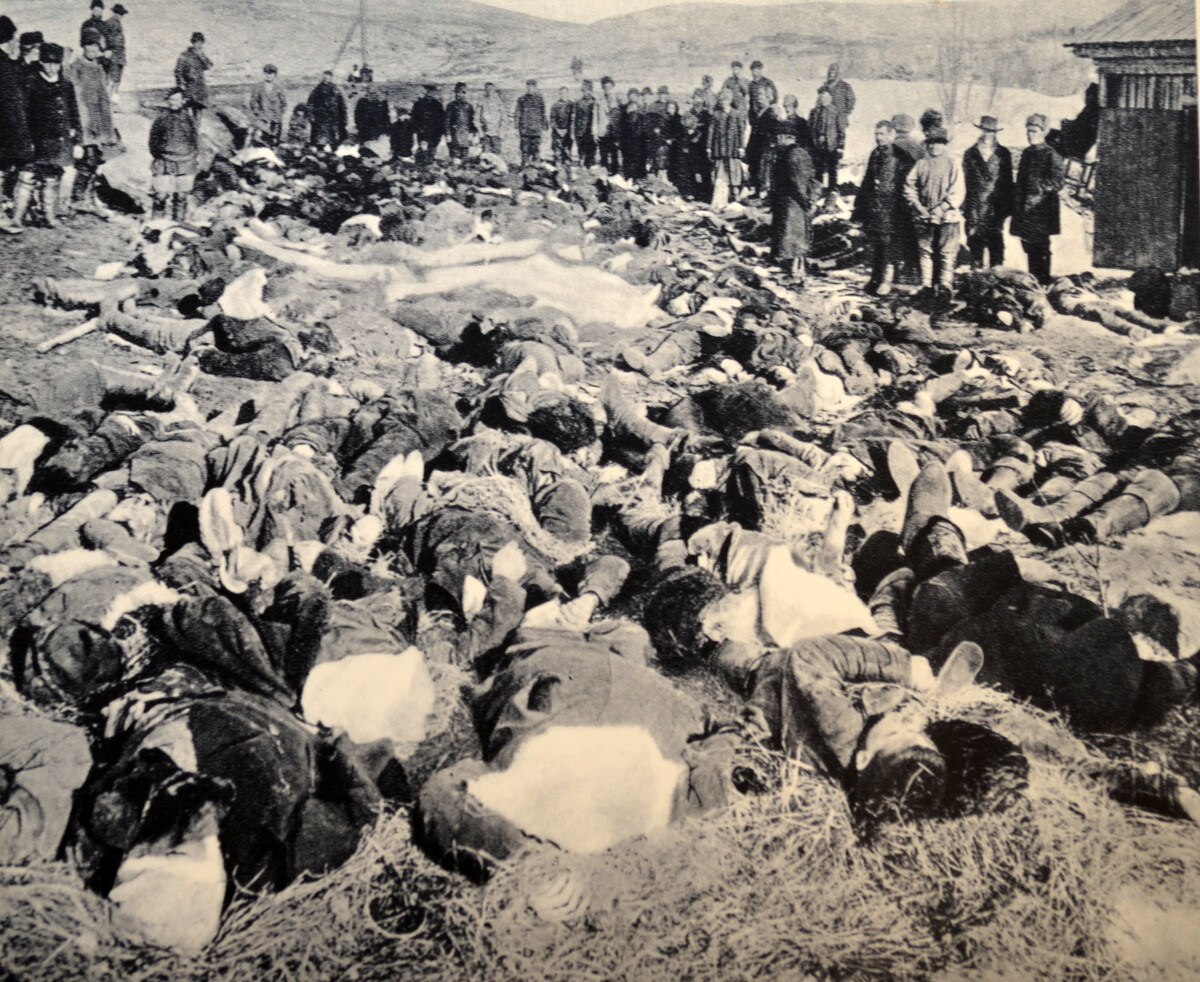
レナ虐殺事件の犠牲者の遺体

レナ虐殺事件（レナぎゃくさつじけん、Ленский расстрел, Lena massacre, Lena execution）とは、1912年4月17日（ユリウス暦4月4日）に、ロシア帝国のシベリアのレナ川付近でストライキを行っていた金鉱労働者をロシア帝国軍が無差別に射殺した事件。ロシアの政治や労働運動に衝撃を与え、革命家ウラジーミル・ウリヤノフが自身のペンネームを「レーニン」（レナ川の人）にするきっかけになった事件とする説もある（実際にはレーニンはこの事件よりも前から「レーニン」という偽名を使っている）。

## 概要
事件はバイカル湖の北方、ボダイボの町から離れたレナ川沿岸にあるイギリス系企業レナ金鉱株式会社（Lena Gold Mining Joint Stock Company、通称レンゾロト Lenzoloto）の鉱山多数で起こった。1853年にイルクーツク商人が設立したレナ金産業会社（略してレンゾロト）はレナ川流域に多くの金山を開発してロシアの金の4分の1を生産していたが、20世紀初頭に英露協商が結ばれたことによりロシア帝国は英国資本を受け入れ、レンゾロトも英国の金鉱企業の傘下に置かれた。当時、レンゾロトの株主にはセルゲイ・ヴィッテ伯爵、ロシア皇太后マリア・フョードロヴナなどロシアの上流階級も多く、彼らには巨額の利益が入ったが、その源になったのは金鉱労働者の過酷な労働であった。労働者は1日に15時間から16時間働き、労働者1000人ごとに700件以上の割合で後遺症の残るような事故が起きていた。労働者は、安い給料の中から会社に対する罰金を払わざるを得ない場合もあったほか、給料の一部は会社が経営する商店でしか使えないクーポンの形で払われていた（トラック・システム）。こうした劣悪な労働条件に対する不満が高まり、1912年2月29日（新暦3月13日）にアンドレイエフスキー金鉱で偶発的にストライキが起こった。ストの直接の原因は、商店の一つが配給した肉が腐っていたことだった。
3月4日（新暦3月17日）、労働者たちは次のような要求を行った。一日8時間労働、賃金の30%値上げ、罰金の撤廃、食糧配給の改善などである。しかし経営側の回答はそのどれをも満たさなかった。ストライキ中央委員会（P.N.Batashev, G.V.Cherepakhin, R.I.Zelionko, M.I.Lebedev ら）はレンゾロト所有の全鉱山にストを拡大し、3月中旬には6,000人がストに入った。帝国政府はキレンスクとボダイボに軍を送り、4月4日（新暦4月17日）の夜、ストライキ中央委員会の全メンバーが逮捕された。翌朝彼らの即時釈放を求めて労働者が集まり、昼からは2,500人ほどが、検察官に経営側の専横への告訴を求めるためナデジディンスキー金鉱へ向かって行進を始めた。しかし途中で行進は軍と鉢合わせになり、兵士らがトレシチェンコフ大佐の命令で労働者に対し発砲し、多数の犠牲者を出した。地元紙ズヴェズダーの報道では270人死亡、250人負傷であり、後のソビエト連邦時代にはプロパガンダにこの数字が使われたが、鉱山からの4月5日付の報告の一つでは死者150人負傷者100人とある。
これに対しロシアの大衆は怒り、中央政府に事件調査のための委員会を金鉱へ送るよう要求した。事件後すぐ、経営側は労働者に新たな労働契約を提案したが、労働側の要求からはなおも遠かった。虐殺の報道は全ロシアでのストライキを呼び、30万人以上が抗議集会に参加した。4月には700件の政治的ストライキが起こり、5月1日にはサンクトペテルブルク地域だけで1,000件のストライキが起こった。レナ川の金鉱のストライキは8月12日（新暦8月25日）まで続いたが、残った労働者が鉱山を引き払ったことで終結した。一連の事件でおよそ9,000人の労働者と家族がレナ川の金鉱から去っている。
ドゥーマ（ロシア帝国議会）のレナ射殺事件調査委員会の委員長はアレクサンドル・ケレンスキーであった。それまであまり目立たない議員だったケレンスキーはこの調査で一躍名をあげてドゥーマの主導的議員の一人となり、1917年の二月革命後にはロシア臨時政府に入閣し、首相にまで上り詰める。